# Camera obscura
Camera obscura (latinsko: temna soba) je najosnovnejša optična naprava za zajemanje slike. Sestavljena je iz škatle, ki ima na enem koncu majhno luknjico, skozi katero vanjo vstopa svetloba. Ker svetloba potuje v ravnih črtah, na drugem koncu škatle nastane obrnjena slika predmeta. Barva in perspektiva se ohranjata. Sliko lahko projiciramo na fotografski papir in uporabimo kasneje, lahko pa jo projiciramo na belo površino in opazujemo v realnem času. Variacija camere obscure je fotoaparat z luknjico (pinhole camera).

## Sestava in delovanja
Camera obscura je sestavljena iz svetlobno dobro zatesnjene škatle, ki ima na eni izmed stranic majhno luknjico. Skozi to luknjico vpada vanjo svetloba in se projicira na zadnjo stranico škatle. Ker žarki svetlobe, ki gredo skozi luknjico, potujejo v ravnih črtah, je slika, ki jo dobimo na zadnji strani, obrnjena za 180°. Tja lahko postavimo sredstvo za zajemanje slike, na primer fotografski film ali papir. Če je zadnja stranica dovolj prosojna, lahko sliko opazujemo od zadaj, z zunanje strani. Slika je dobro vidna, če z zadnje strani ne vpade preveč svetlobe, kar v praksi zagotovimo s temno cunjo, ki jo poveznemo čez kamero in opazovalca. Če je škatla dovolj velika, lahko sliko opazujemo tudi od znotraj. 
Luknjica igra vlogo najbolj preprostega prostorskega filtra, ki predmete projicira na zaslon, tako da jih obrne in pomanjša oziroma poveča. Če je G velikost opazovanega predmeta in g njegova oddaljenost od luknjice ter B velikost slike predmeta in b oddaljenost slike od luknjice, v približku velja
{\displaystyle {B \over G}={b \over g}}.
Enačba opisuje prehod svetlobe skozi neskončno majhno luknjico, če ne upoštevamo pojava uklona svetlobe in je zapisana s pomočjo podobnih trikotnikov. Bolj napredne kamere namesto luknjice uporabljajo leče, ki so za dane pogoje ustvarjanja fotografij bolj primerne, kar pa je že približek sodobnega fotoaparata. Camero obscuro lahko za lažjo uporabo tudi izpopolnimo z ogledali. Če za luknjico postavimo ogledalo pod kotom 45°, se slika projicira na zgornjo ploskev škatle in sliko lahko opazujemo od zgoraj, pravilno obrnjeno.

### Izbira velikosti luknjice
Bistveno vlogo pri kakovosti slike igra velikost luknjice. Z manjšanjem luknjice postaja slika vse ostrejša, vendar temnejša. Ko je luknjica zelo majhna, pa zaradi uklona svetlobe slika spet postane manj ostra. Če se premer luknjice bliža debelini materiala, v katerega je narejena, lahko stranice delujejo kot ovira za svetlobo, ki ne pride do luknjice pod pravim kotom. Rezultat tega je slika, ki je na robovih veliko temnejša in odrezana.
Luknjica mora biti okrogla, saj nepravilnosti povzročajo višje rede sipanja svetlobe. 
Jofer Petzval je bil prvi, ki je izdelal metodo za izračun optimalnega premera luknjice. Najbolj ostro sliko dobimo z luknjico velikosti
{\displaystyle d={\sqrt {2f\lambda }}},
kjer je d premer luknjice, f goriščna razdalja (razdalja od luknjice do slike) in λ valovna dolžina svetlobe.

## Zgodovina
Prvi je o cameri obscuri pisal kitajski filozof Mozi (5. stoletje pr. n. št.). Opazil je, da v temni sobi ob prehodu svetlobe skozi majhno luknjico na steni nastane obrnjena slika. Pravilno je napovedal, da je slika v cameri obscuri obrnjena na glavo, ker svetloba potuje v ravnih črtah od vira.
Grški filozof Aristotel (384 – 322 pr. n. št.) je skozi luknjico v stropu in skozi luknje med listi dreves opazoval vzorec, ki ga na tla nariše Sonce, ki potuje nad nami. Iz opaženega je naznanil, da Sonce obriše krožno pot. Svoja opazovanja je opisal v zapisih Problemata Physica.
Evklid je okoli leta 300 pr. n. št. omenil camero obscuro kot primer, da svetloba potuje v ravnih črtah, kar je kasneje opazil tudi Teon iz Aleksandrije, ko je opazoval plamen sveče skozi majhno luknjico.
V 9. stoletju je Al-Kindi pokazal, da bo svetloba z levega konca plamena, ki gre skozi majhno luknjico končala na desni strani, svetloba z desne strani pa na levi strani.
Kasneje je to preizkušal tudi islamski znanstvenik Alhazen (965-1039), ki je opisal »temno sobo« in izvajal poskuse s svetlobo skozi majhno luknjico. Za eksperimente je uporabil tri sveče in ugotovil, da svetloba iz leve sveče konča na desni strani zaslona. Prav tako je ugotovil, da mora biti za uspešno delovanje eksperimenta luknjica dovolj majhna, in na podlagi tega razvil dokaj moderno teorijo o uklonu svetlobe. Z zajemanjem slike se ni ukvarjal, saj je bilo v islamskem svetu to prepovedano.
Kasneje je njegovo znanje uporabil Leonardo da Vinci (1452-1519) in izvedel obsežnejšo študijo optike in človeškega vida. V Codex Atlanticus (1502) je objavil prvi jasen opis camere obscure. 
V 13. stoletju je angleški filozof Roger Bacon ugotovil, da lahko s pomočjo camere obscure dobro opazujemo sončne mrke, ne da bi gledali v Sonce. 
Z razvojem leč se je razvila tudi camera obscura. Giambattista della Porta je luknjico v cameri obscuri zamenjal s človeško lečo in to opisal v delu Magia Naturalis (1558-1589), katerega popularnost je botrovala k razširitvi poznavanja camere obscure. Camero obscuro je primerjal s človeškim očesom in opisal, kako v očesu nastane slika. Predlagal je tudi, naj jo umetniki uporabljajo kot pomoč pri slikanju.
Izraz camera obscura je prvič uporabil nemški astronom Johannes Kepler leta 1604. Izraz je osnoval na latinskih besedah camera (prostor, soba) in obscura (temna). Tudi sam jo je naredil in uporabljal za svoja astronomska opazovanja. Za opazovanje je uporabljal kar prenosen temen šotor. 
Leta 1686 je Johann Zahn naredil prvo prenosno camero obscuro. Ta je imela v notranjosti ogledalo pod kotom 45 stopinj in je projicirala sliko na delno prepusten zaslon. Camere obscure v taki obliki naj bi uporabljali slikarji za pomoč pri slikanju, preden so za to uporabljali fotografije. Najbolj znani na ta način narejeni sliki sta Dresden in Varšava beneškega slikarja Bernarda Bellotta. Za slikanje naj bi jih uporabljali tudi nizozemski slikarji, na primer Johannes Vermeer. Uporaba kamere obscure za slikanje v teh časih je kontroverzna in do danes še ni popolnoma potrjena.
V sodobnem času se je camera obscura razvila v fotoaparat, ki ji je v svojem bistvu še vedno podoben, v praksi pa veliko bolj zapleten instrument. Osnovna camera obscura je še vedno uporabna predvsem kot učni pripomoček, saj je preprosta za izdelavo in razlago ter zato primerna za učenje razumevanja osnov fotografije. Camere obscure v velikosti sobe najdemo tudi v muzejih, kjer na zanimiv način predstavijo fotografijo.

## Seznam večjih camer obscur po svetu
- Avstrija:
  - Spitz, Spodnja Avstrija

- Madžarska:
  - Eger
  - Univerza v Budimpešti

- Nemčija:
  - Na gori  Oybin v Zittau, zgrajena leta 1852, obnovljena 1980-1983,
  - Hainichen v Freibergu, zgrajena leta 1883, obnovljena leta 1985
  - Mülheim an der Ruhr, zgrajena leta 1992
  - Nemški filmski muzej v Frankfurtu
  - Stade, Spodnja saška, zgrajena leta 2008
  - Ingolstadt, v mestni hiši
  - Biberach v Jordanbadu
  - Marburg, Hessen, zgrajena leta 2002, pred gradom s panoramskim pogledom na Marburg
  - Dennenlohe, Bavarska, zgrajena leta 2006

- Portugalska:
  - Lizbona, Portugalska (v trdnjavi nad mestom)
  - Tavira

- Španija:
  - Cadiz (v Torre Tavira)
  - Jerez (Alcázar)
  - Tudela (v Torre Monreal)
  - Sevilla (Torre de Perdigones)

- Velika Britanija:
  - Edinburgh
  - Dumfries
  - Bristol
  - Greenwich in
  - Aberystwyth

- Združene države Amerike:
  - San Francisco
  - Camera obscura v vrtni lopi, Saranac Lake, New York

- Druge države:
  - Biel, Švica (kot del Cinécollection Piasio v  Muzej Neuhaus)
  - Camera Obscura stavba v Aegina v Grčiji, zgrajena leta 2003
  - Grahamstown,  Južna Afrika
  - Havana, Cuba (na Plaza Vieja)
  - Hampa, Karnataka, Indija (Virupaksha Temple).